# Kaliwerk Rhüden
Das Kaliwerk Groß-Rhüden war ein Kalibergwerk in Groß-Rhüden in Niedersachsen. Zu ihm gehörten die Schächte Carlsfund I, Carlsfund II und Hermann II.

## Geographie
Das Kaliwerk liegt in den Gemarkungen Groß-Rhüden und Königsdahlum.

### Geographische Lage
Das Kaliflöz liegt unter dem Heberg im Heber, nördlich von Groß-Rhüden und südlich von Königsdahlum.

### Geologie
Das Deckgebirge besteht fast ausschließlich aus Buntsandstein, der auf dem Anhydrit aufliegt und ein mächtiges Steinsalzlager des Jüngeren Steinsalzes überlagert. Das Liegende des Jüngeren Steinsalzes bildet das aus Carnallit und Hartsalz bestehende Kaliflöz. Das Liegende der Lagerstätte wird vom Älteren Steinsalz gebildet.
Das etwa 40 m mächtige Kalilager fällt von Süd nach Nord mit etwa 20–25° ein.

## Geschichte
Am westlichen Rand von Rhüden gab es eine Salzquelle. Bereits seit dem 17. Jahrhundert existierte in Rhüden eine Saline, die Jobst Edmund von Brabeck gehörte.

### Gewerkschaft Carlsfund
Die Gewerkschaft Carlsfund wurde 1893 in Magdeburg als Bohrgesellschaft gegründet. Nach dem Erbohren des Kalilagers wurde sie 1896 in eine Bergrechtliche Gewerkschaft umgewandelt. Die Mutung umfasste ein Grubenfeld von 27.000 ha in den Gemarkungen Groß-Rhüden, Wohlhausen, Ammenhausen und Mechtshausen. Bereits im Oktober 1900 wurde auf Carlsfund I eine Chlorkaliumfabrik zur Herstellung von Kalidünger in Betrieb genommen. Die Anlage konnte täglich 200 t Carnallit und 100 t Hartsalz verarbeiten. Die Verwaltung saß in Groß-Rhüden.
Der Rundschacht Carlsfund I hatte einen Durchmesser von 5,5 m. Teufbeginn war am 7. Februar 1896, im Jahre 1900 war die Endteufe von 691 m erreicht. Der Schachtansatzpunkt lag etwas oberhalb der Tagesanlagen im Wald, so dass die Schachtförderung nicht bis über Tage erfolgte, sondern bis zur Hängebank des Fabrikstollns, über den und die anschließende Förderbrücke die Hunte direkt zur Aufbereitung liefen. Füllörter wurden bei 607, 628, 643, 658 und 683 m ausgesetzt. Der zweitrümige Schacht hatte ein 10 m hohes, einetagiges Deutsches Strebengerüst und war mit einer 600 PS starken Dampffördermaschine ausgerüstet. Mit der Förderung auf Carlsfund I wurde am 25. Juli 1900 begonnen.
Im Jahre 1898 erhielt das Werk Bahnanschluss an die Strecke Derneburg-Seesen. Dazu wurde unterhalb des Rothenberges der Rangierbahnhof Rothenberg erbaut. Die Strecke war 2,2 km lang.
Zeitnah mit der Aufnahme der Kaliförderung ließ die Werksleitung für die zugezogenen Arbeiter 32 Wohnhäuser errichten, die sogenannte Kolonie Carlsfund.
Die Gewerkschaft Carlsfund hielt im 1909 erneuerten Kalisyndikat eine Beteiligungsziffer von 19,08 ‰.
Schacht Carlsfund II war ebenfalls ein Rundschacht mit einer Teufe von zunächst 386 m. Mit dem Abteufen wurde am 10. Oktober 1913 begonnen, um eine zweite Tagesöffnung zu schaffen. Bis zu einer Teufe von 146,5 m war er mit Tübbingen ausgebaut, darunter ausgemauert. 1914 wurde das Abteufen, vermutlich wegen des Kriegsausbruches, zunächst gestundet. Nach dem Ende des Ersten Weltkrieges wurden die Arbeiten 1919 wieder aufgenommen und bis zu einer Teufe von 427 m fortgesetzt. Der Schachtdurchmesser betrug 4,5 m; Füllörter wurden bei 290, 320, 390 und 405 m ausgesetzt. Mit der Förderung auf Carlsfund II wurde am 1. Juli 1914 begonnen. 1922 wurde Carlsfund II stillgelegt und verfüllt.
Um den bergpolizeilich vorgeschriebenen zweiten Fluchtweg (= zweite Tagesöffnung) zu schaffen, wurde ein Vertrag mit der Gewerkschaft Hermann II abgeschlossen, in dem vereinbart wurde, dass beide Gewerkschaften den jeweils anderen Tagesschacht als Fluchtweg nutzen. Um beide Grubenfelder untertägig zu verbinden, wurde auf dem Niveau der 600-m-Sohle des Bergwerks Carlsfund ein insgesamt 1200 m langer Querschlag jeweils bis zur Markscheide vorgetrieben, der am 2. August 1911 durchschlägig wurde.

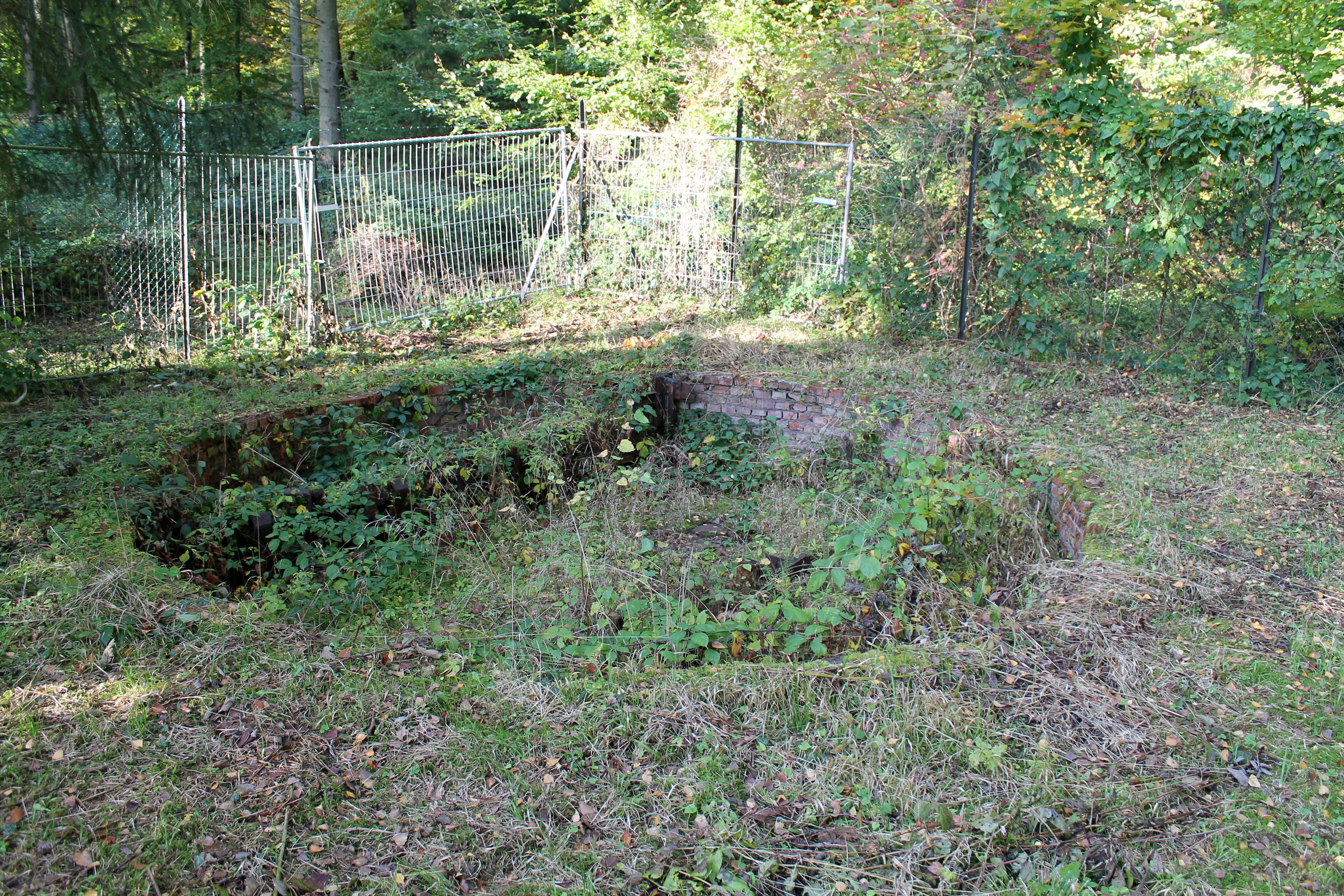
Schacht Carlsfund I
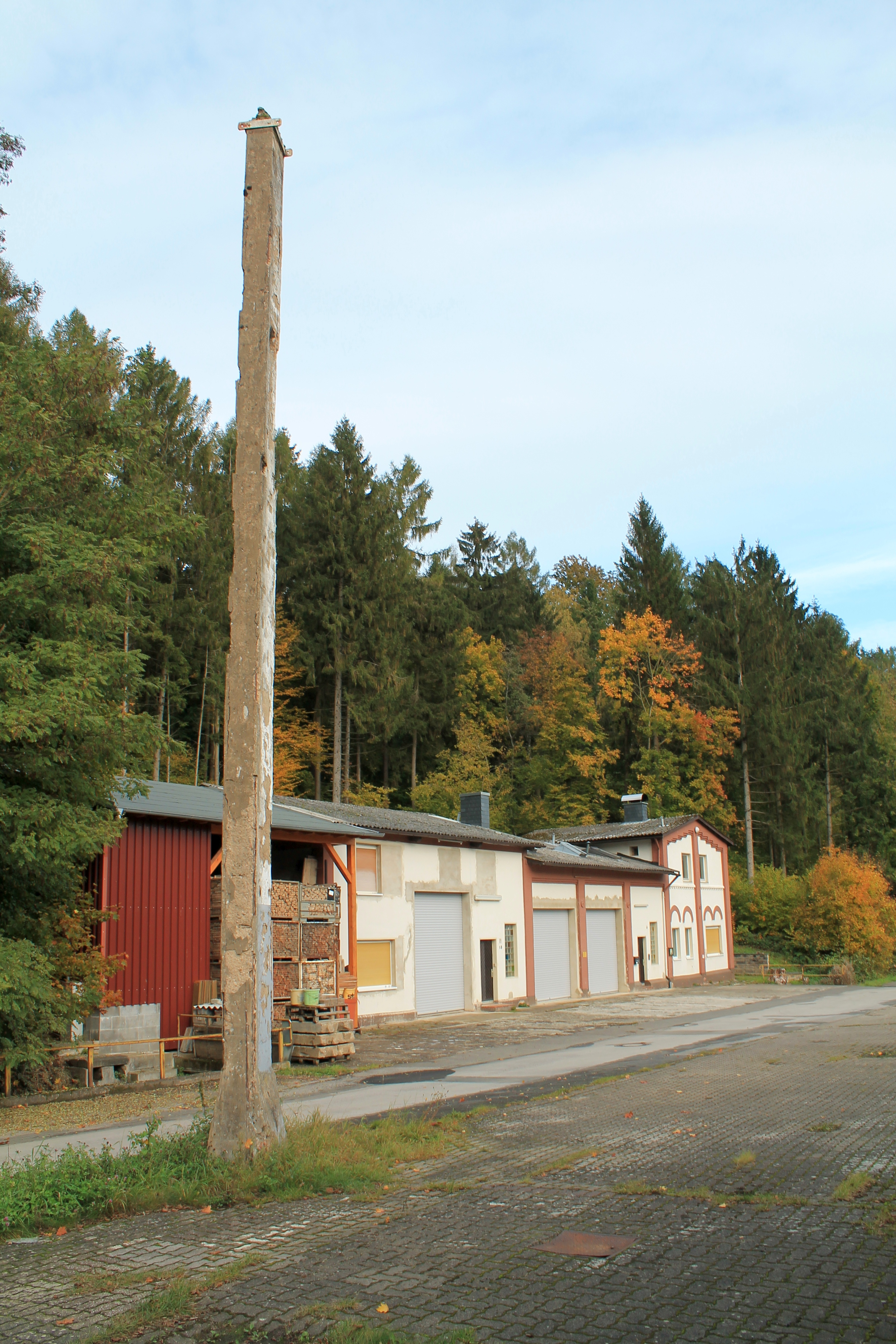
Letztes erhaltenes Gebäude der Chlorkaliumfabrik Carlsfund, vermutlich das Labor. Davor eine Betonstütze der Förderbrücke
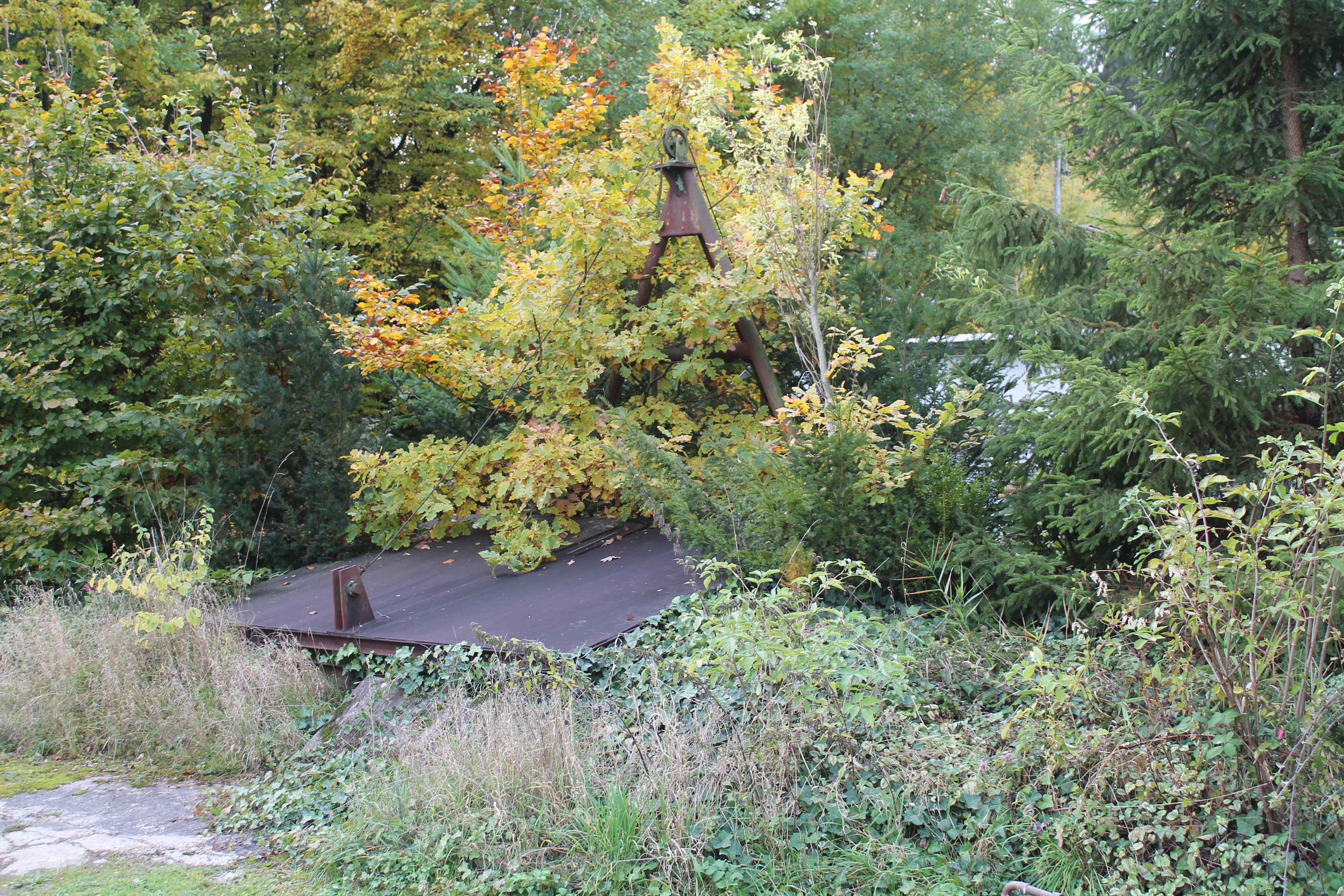
Schacht Carlsfund II
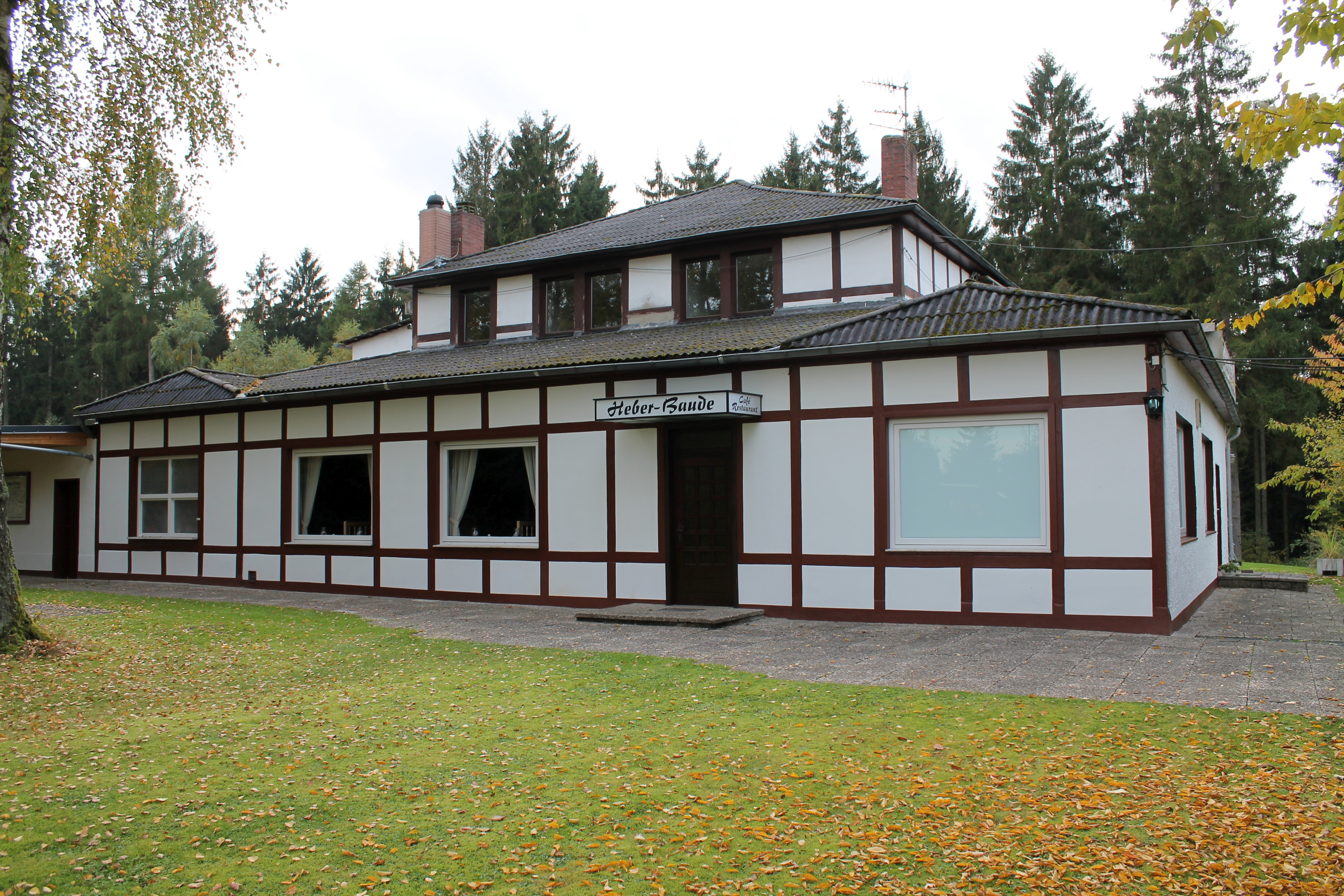
Die Mannschaftskaue von Carlsfund II, jetzt Gaststätte
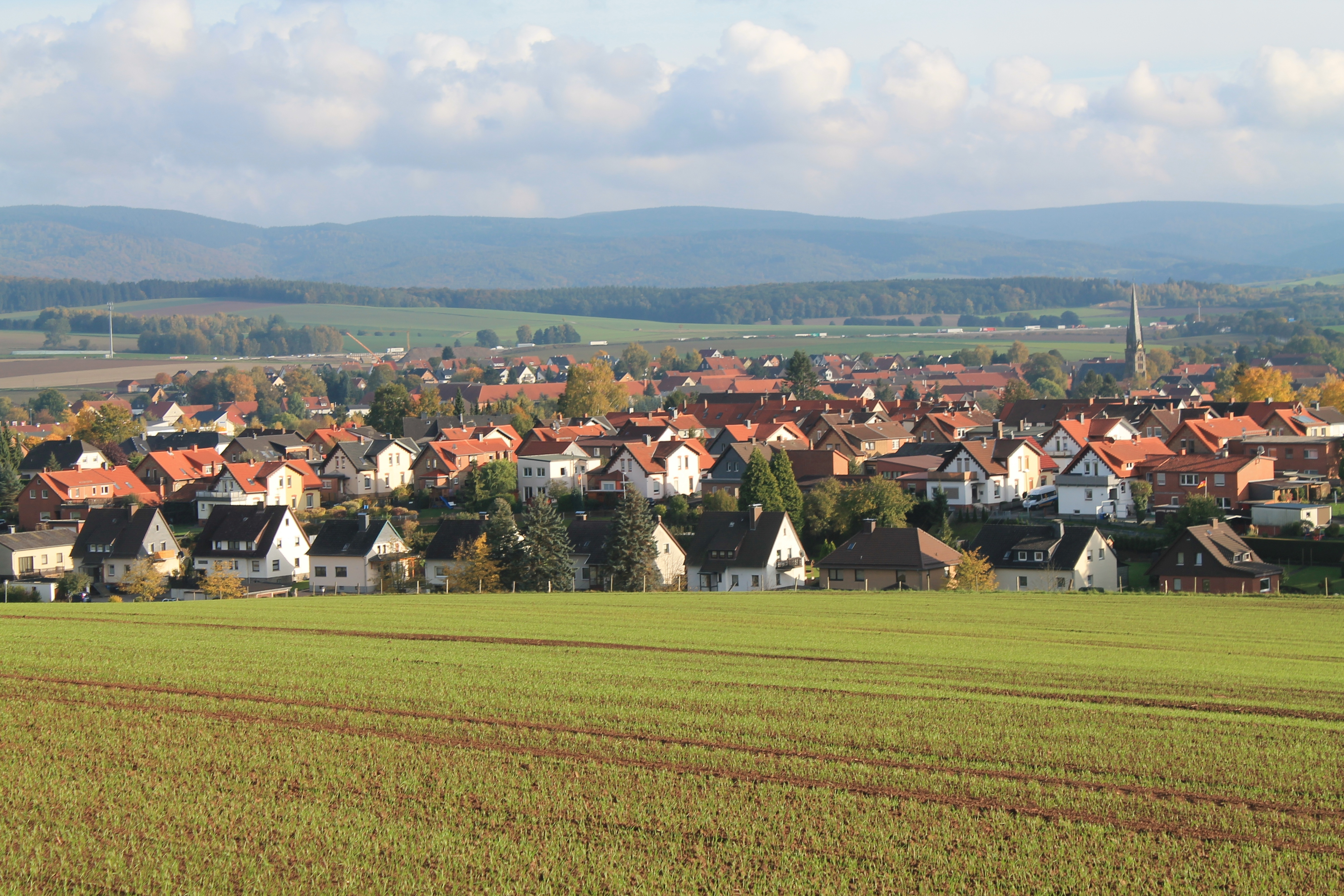
Blick auf die Kolonie Carlsfund
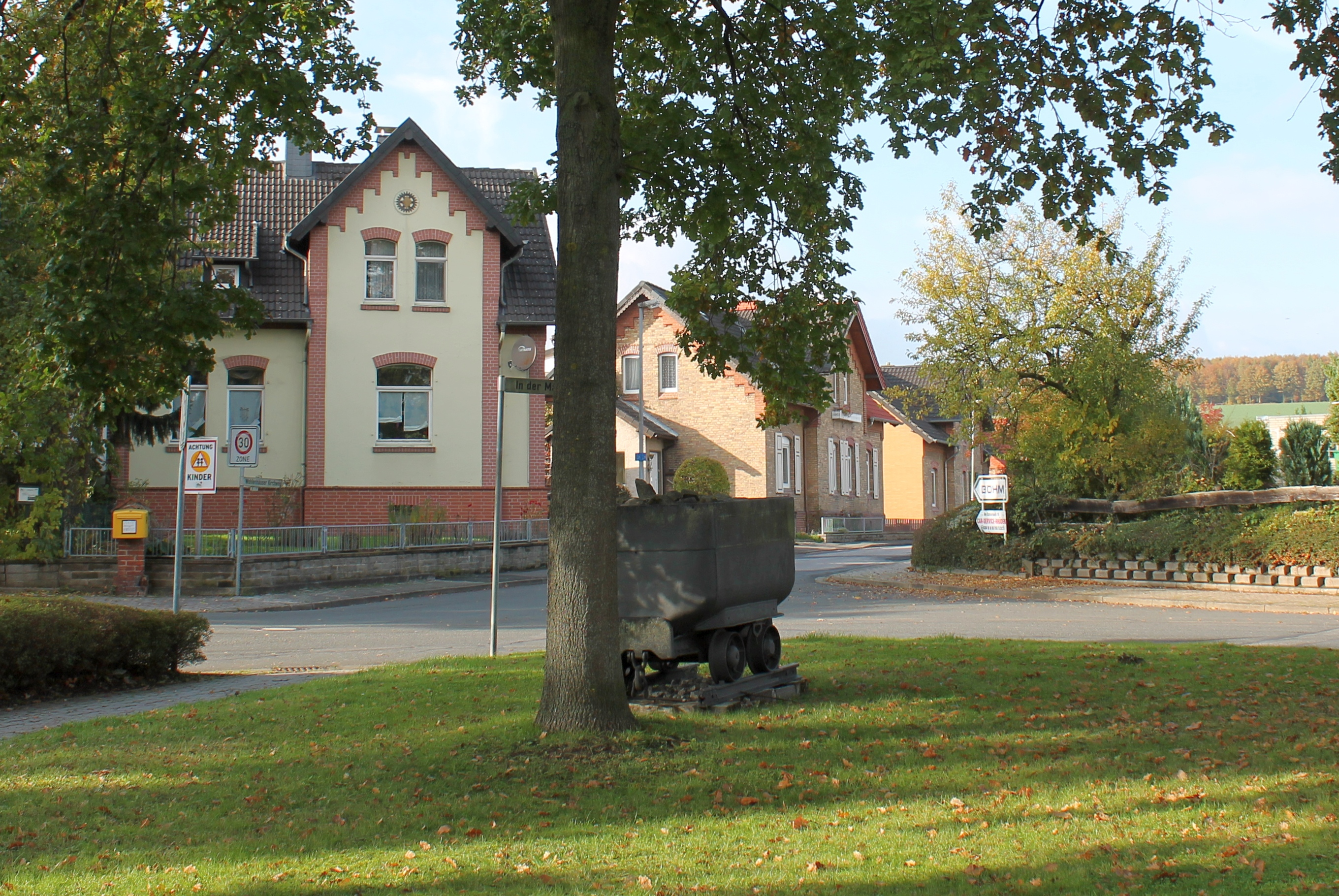
Kolonie Carlsfund, die Verzierung am Risalit stellt einen Salzkristall im Zahnrad dar

### Gewerkschaft Hermann
1894 wurde in Othfresen, wo es bereits Eisenerzbergbau und ein Stahlwerk gab, die Kalibohrgesellschaft Othfresen gegründet. 1897 wurde – offenbar nach wenig erfolgreichen Bohrversuchen – der Name in Kalibohrgesellschaft Beständigkeit geändert. Schließlich wurde nach dem Erbohren des etwa 7–9 m mächtigen Kalilagers am Nordhang des Hebergs die Kalibohrgesellschaft am 18. Dezember 1899 in die Gewerkschaft Hermann II umgewandelt. Es wurde ein Feld von 2500 Morgen (etwa 655 ha) in der Gemarkung Königsdahlum gemutet. Mit dem Abteufen des Schachtes Hermann II wurde am 16. September 1905 begonnen, und der Schacht zunächst bis 885 m niedergebracht. 1909 hatte er seine Endteufe von 977 m erreicht. Der Schacht hat einen Durchmesser von 5,5 m. Füllorte wurden bei 584, 838, 867, 920 und 957 m Teufe ausgesetzt. 1906 wurde das Werk über den bereits vom Nachbarwerk Carslfund genutzten Rangierbahnhof Rothenberg an die Bahnstrecke Derneburg–Seesen angeschlossen. Die Stichstrecke war 3,5 km lang. Am 26. Februar 1909 begann die Kaliförderung auf Hermann II. Die Schachtanlage Hermann II hatte eine eigene Chlorkaliumfabrik mit einer Kapazität von 300 t Carnallit pro Tag. 1908–1912 war Carl Ludwig Reimer Direktor dieser Chlorkaliumfabrik. Am 23. September 1909 trat die Gewerkschaft Hermann II dem Deutschen Kalisyndikat bei und erhielt eine Beteiligung von 15,18 ‰.

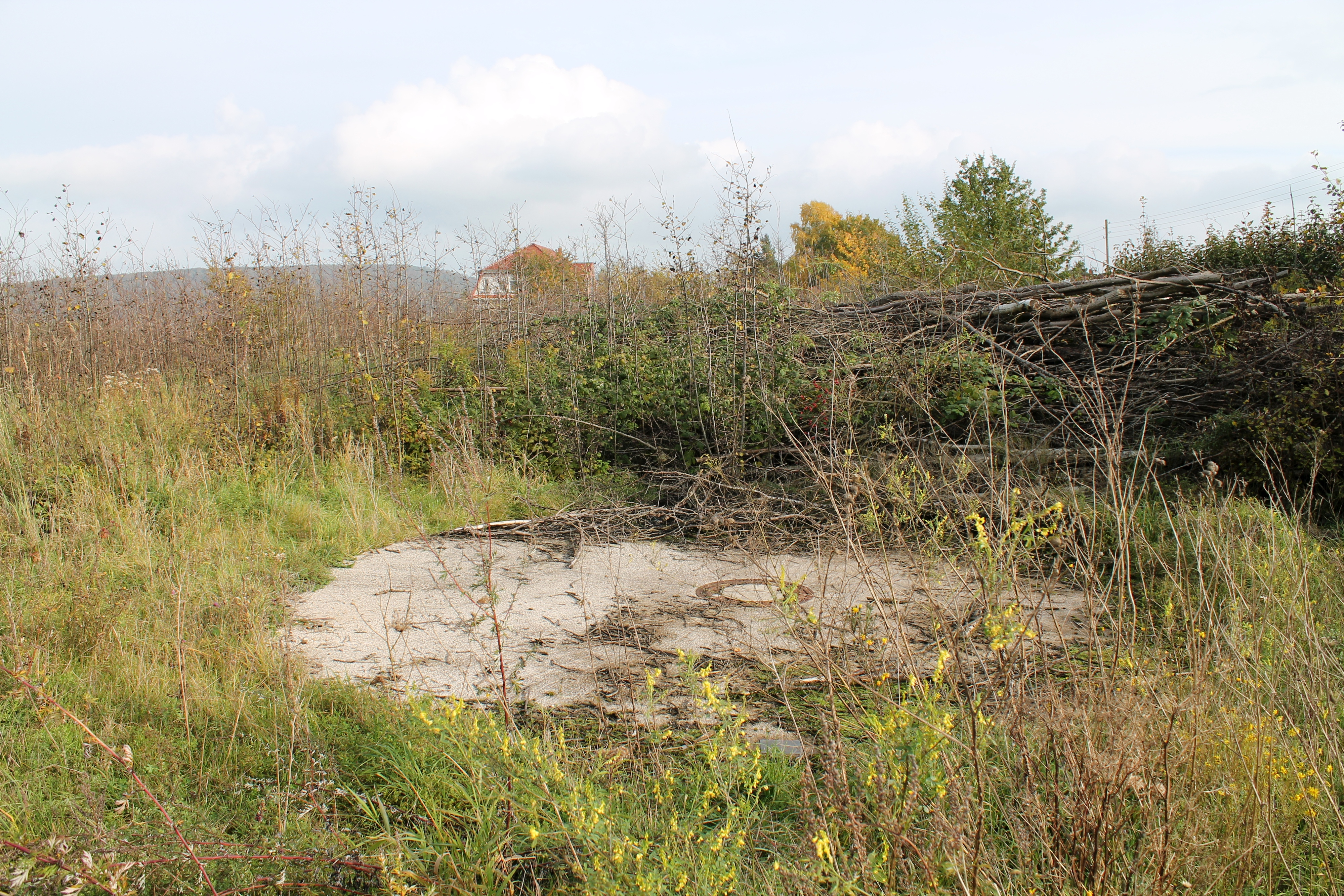
Schachtabdeckung
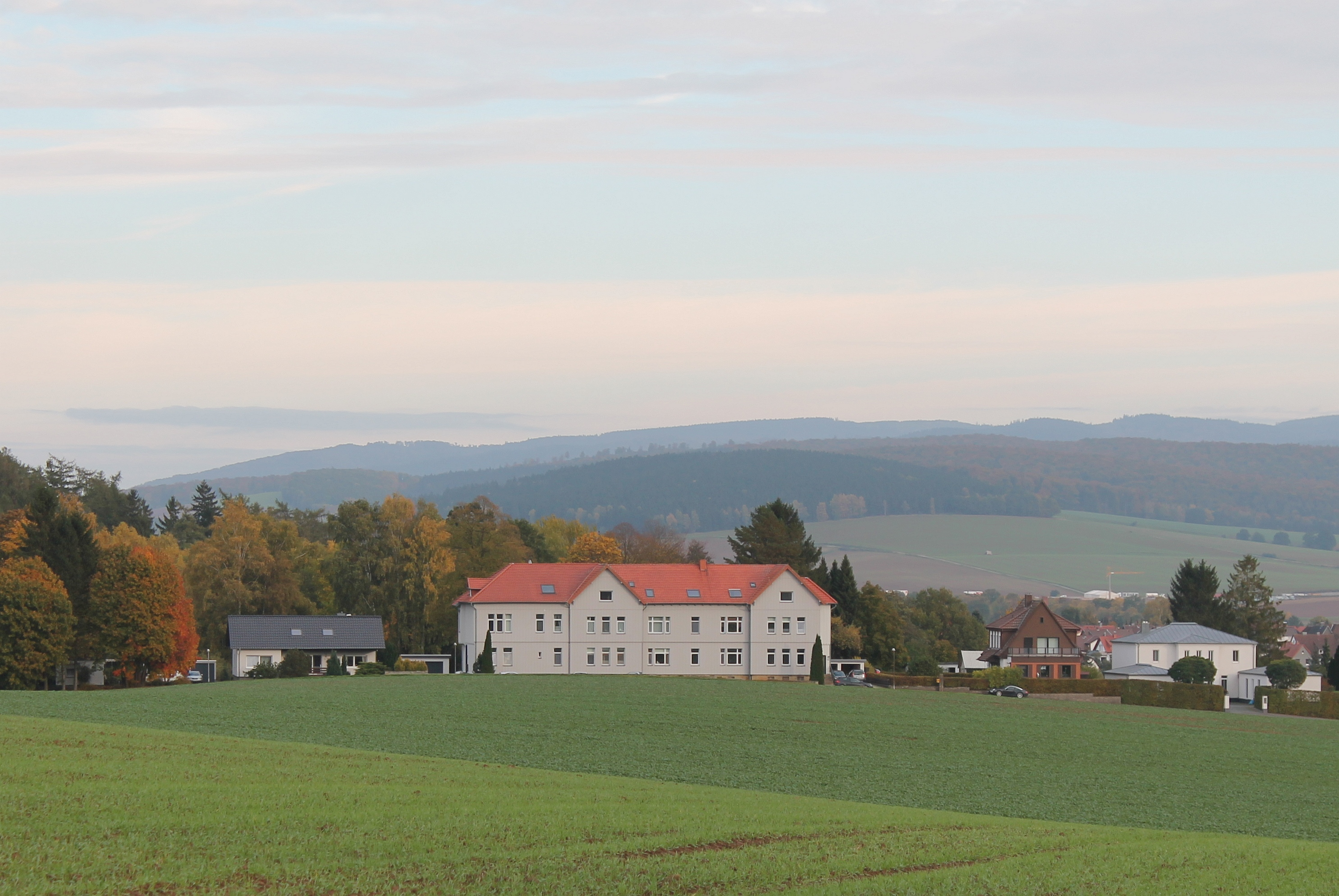
Ehemaliges Verwaltungsgebäude

### Konsolidierung
Im Jahre 1919 erwarb die Gewerkschaft Carlsfund die Kuxe der Gewerkschaft Hermann II. Nach der Gründung des Deutschen Kalisyndikats erhielt das Werk am 1. November 1924 für den Schacht Carlsfund I eine Durchschnittsbeteiligung von 125 %, für Carlsfund II 100 % und für Hermann II 65 %.

### Grube Georg Engelhardt
Die Braunkohlengrube Georg Engelhardt war ein Braunkohlebergwerk in Bornhausen am Harz, das im gemeinschaftlichen Eigentum der beiden Gewerkschaften Carlsfund und Hermann II stand. Es steht zu vermuten, dass die Braunkohle in den Fabriken der Schachtanlagen Carlsfund I und Hermann II als Brennstoff eingesetzt wurde.

### Stilllegung
Nachdem Schacht Carlsfund II bereits 1922 abgeworfen wurde, wurde das Kaliwerk infolge des Konzentrationsprozesses in der deutschen Kaliindustrie 1925 stillgelegt. Die Anschlussbahn wurde 1928 stillgelegt.

### Untertageverlagerung Otmar
Das Bergwerk war unter der Nummer 5504 als Untertageverlagerung Otmar vorgesehen.

### Verwahrung
Der Schacht Carlsfund I wurde nach Einstellung der Förderung 1926 mit einer Plombe versehen; Carlsfund II nach Verkauf an einen neuen Eigentümer vermutlich von diesem mit den Abbruchmassen der Tagesanlagen verfüllt. Im Jahre 1933 ging die Plombe in Carlsfund I ab und das Bergwerk ersoff. 2011 sollten die Schächte Carlsfund I und Hermann II durch den Rechtsnachfolger, K+S, verwahrt werden. 2015 war Schacht Hermann II verwahrt.

## Nachnutzung
Auf dem Gelände der Fabrik Carlsfund I befindet sich ein Industriebetrieb, auf Carlsfund II ein Campingplatz. Das Gelände der Schachtanlage Hermann II sollte zunächst als Campingplatz nachgenutzt werden, später wurde der Flächennutzungsplan dahingehend geändert, dass nunmehr die Fläche mit Photovoltaik bestückt werden soll.